# ایوان د پروم
ایوان د پروم (انگلیسی: Ivan de Prume؛ زادهٔ ۱۹۶۸) موسیقی‌دان اهل ایالات متحده آمریکا است.